# José Rodrigo Castillo
José Rodrigo Castillo (Cali, Valle del Cauca, Colombia; 20 de febrero de 1986) es un futbolista colombiano que ocupa la posición de mediocampista. Se formó en la Escuela de Fútbol Carlos Sarmiento Lora.

## Clubes
| Club                 | País     | Año         |
| -------------------- | -------- | ----------- |
| Cortuluá             | Colombia | 2006        |
| Cúcuta Deportivo     | Colombia | 2006 - 2007 |
| Atlético Bucaramanga | Colombia | 2008        |
| Cúcuta Deportivo     | Colombia | 2009 - 2010 |
| Cortuluá             | Colombia | 2011        |
| Deportivo Pasto      | Colombia | 2012        |
| Cortuluá             | Colombia | 2012 - 2014 |
| América de Cali      | Colombia | 2014 - 2015 |
| Cortuluá             | Colombia | 2015        |